# Calayai guvat
A calayai guvat (Gallirallus calayanensis) a madarak osztályának darualakúak (Gruiformes) rendjébe, a guvatfélék (Rallidae) családjába tartozó faj.

## Rendszerezése
A fajt Glover Morrill Allen, Oliveros, Espanola, Broad és Gonzalez írta le 2004-ben.

## Előfordulása
Kizárólagosan a Fülöp-szigetekhez tartozó, Calayan-szigetén honos. Természetes élőhelyei a szubtrópusi vagy trópusi síkvidéki esőerdők. Állandó, nem vonuló faj.

## Megjelenése
Átlagos testhossza 30 centiméter, testtömege 245 gramm. Tolla sötétbarna, csőre és lába vörös, hangja 

## Életmódja
A szigeti elszigeteltség és a ragadozók hiánya miatt röpképtelen. Összesen 200 pár él a szigeten.

## Természetvédelmi helyzete
Az elterjedési területe rendkívül kicsi, egyedszáma 4300 alatti, viszont stabil. A Természetvédelmi Világszövetség Vörös listáján sebezhető fajként szerepel.